# Gerbert Castus

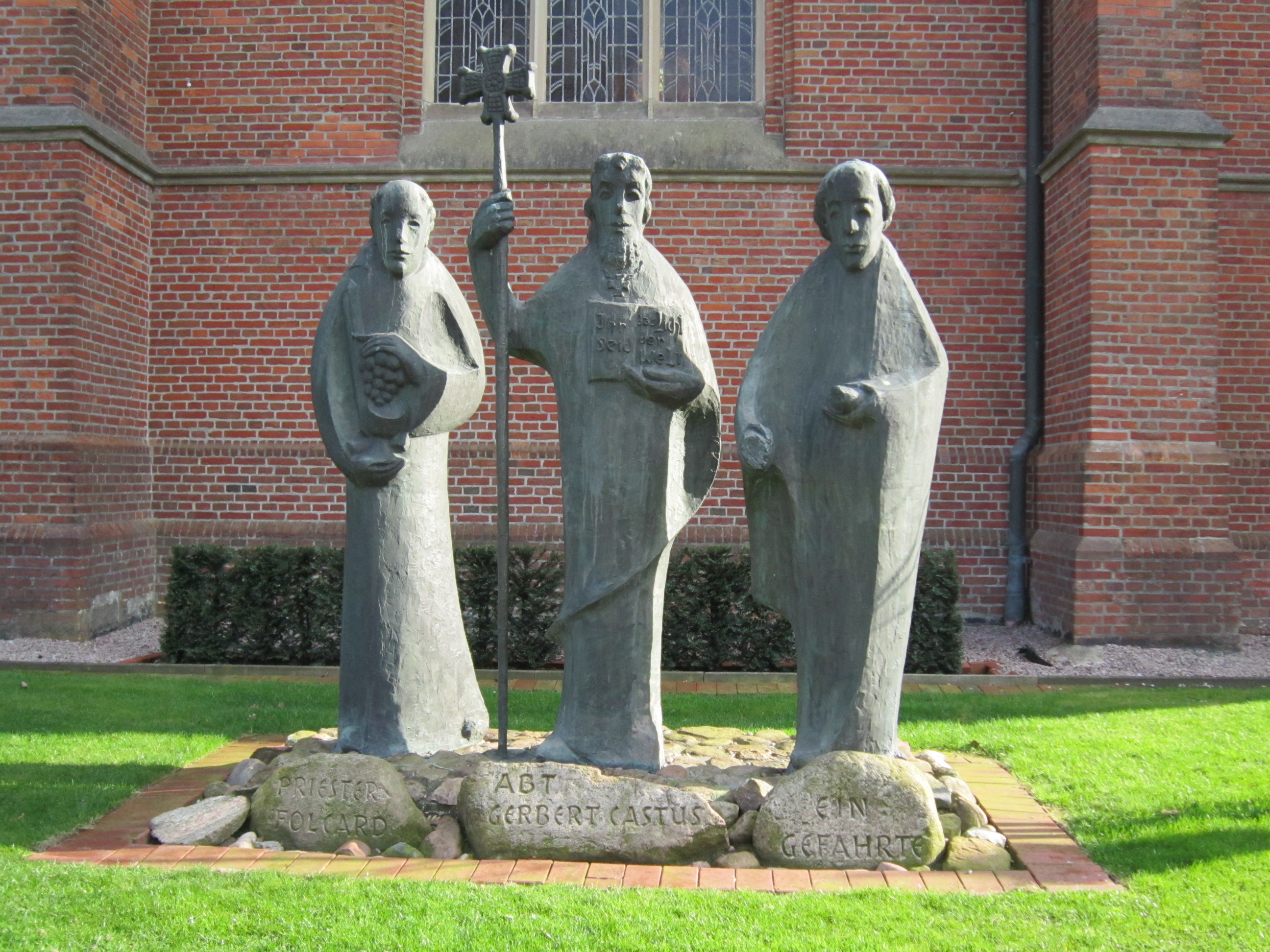
Gerbert-Castus-Denkmal vor der Pfarrkirche St. Vitus (Visbek): Es stellt den Abt Gerbert Castus dar, den Priester Folcard und einen Gefährten der beiden, den Grafen Emmig.

Gerbert (Castus) (* vor 784; † nach 819 (?)) war ein Schüler des Heiligen Liudger und Missionar der Sachsen im Lerigau, Hasegau und Venkigau sowie im nördlichen Dersagau.

## Biografie

### Historisch Gesichertes
Schriftlich bezeugt ist Gerberts Auftreten in den Jahren 784, 796 und 819 (?):
Im Jahre 784 ging Liudger, Apostel der Friesen, durch Unruhen in Friesland in seiner Tätigkeit als Missionar bedroht, für zweieinhalb Jahre nach Rom und Montecassino. Er wurde von Gerbert, dem der Beiname „Castus“ („der Keusche“) gegeben worden war, auf seiner Reise begleitet.
Heinrich  von  der  Ruhr  schenkte  am 25. Februar 796 dem  Priester  Liudger  Grundbesitz  an  der  Ruhr,  wobei  unter den Zeugen der Diakon Castus erscheint.
Aus einer Schrift der Abtei Werden geht hervor, dass Castus Stifter eines Benediktinerklosters im Lerigau war, der Abtei Visbek.
Mittels Urkunde vom 1. September 819 soll Kaiser Ludwig der Fromme der Missionszelle Visbek („cellula fiscbechi“) des Castus und den ihm untergebenen Kirchen völlige Freiheit von allen Abgaben und eine eigene Gerichtsbarkeit verliehen haben. Diese Urkunde wird allerdings inzwischen als Totalfälschung aus dem späten 10. Jahrhundert angesehen. Die Abtei Visbek ging 855 auf Anordnung Ludwigs des Deutschen in das Eigentum des Klosters Corvey über.
Laut Pagenstert bestand in Rechterfeld um das Jahr 890 ein von Abt Castus dem Kloster Werden überlassener Hof.

### Vermutungen
Wahrscheinlich war Gerbert ein Mitglied der westfälischen Sippe, der auch der Sachsenführer Widukind angehörte. Bereits früh christianisiert, hat er wohl spätestens 782 auf Grund des Widerstandes heidnischer Sachsen seine Heimat verlassen, um sich Liudger anzuschließen. Um dem 799 gegründeten Kloster Werden eine wirtschaftliche Grundlage zu schaffen, soll Gerbert Castus aus seinem Fundus diesem Kloster Ländereien, unter anderem in Calveslage, geschenkt haben.
Im 9. Jahrhundert kehrte er in seine Heimat zurück, um Visbek zu einer Abtei zu entwickeln, von der aus der Lerigau christianisiert wurde. Nach vorherrschendem Dafürhalten wurde von Gerbert Castus und seinen Gefährten auch der Norden des Dersagaus christianisiert (Lohne) sowie der Hasegau (Löningen) und Teile des Venkigaus (Freren).

## Wirkung

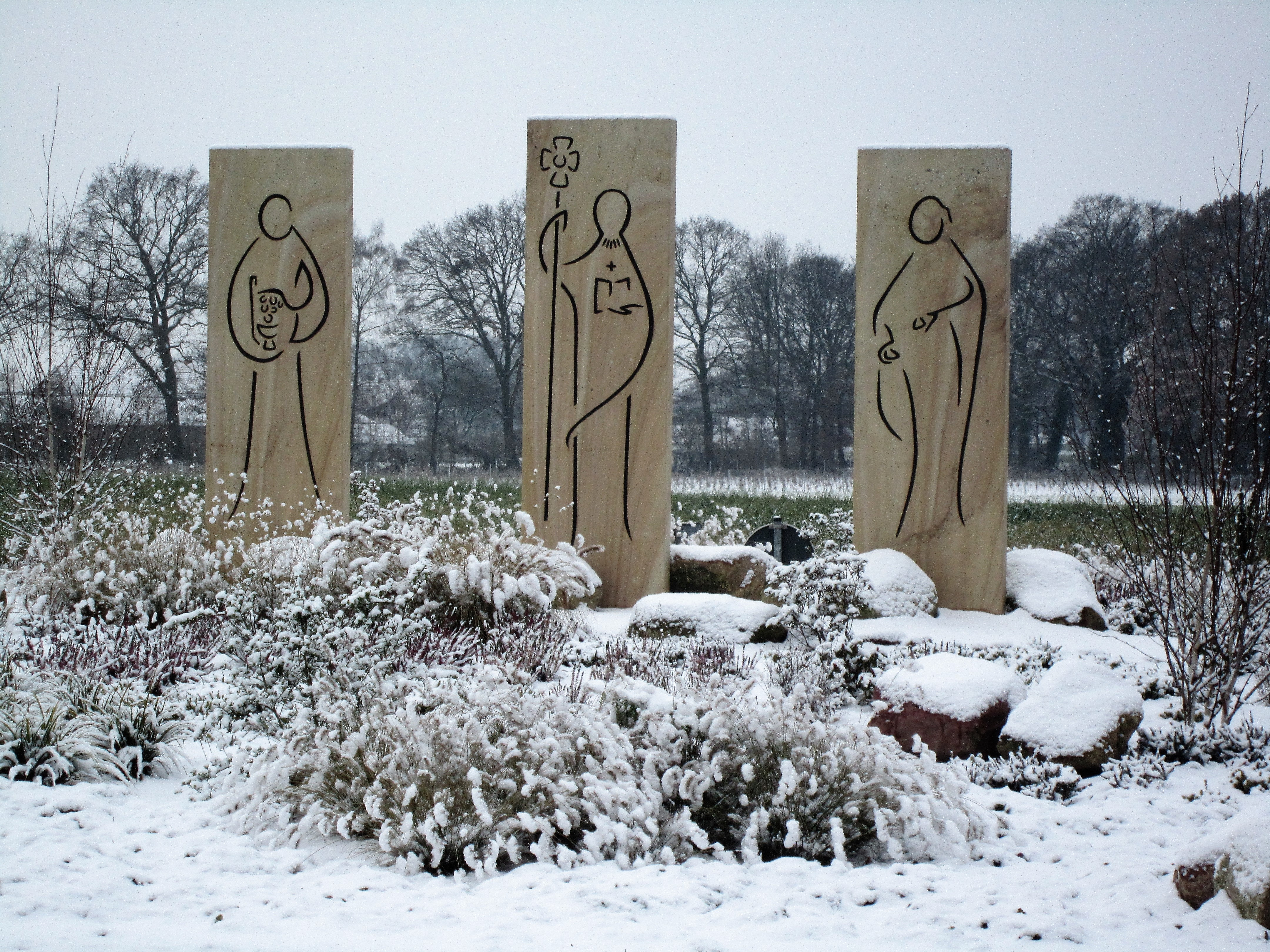
Abt Gerbert Castus und seine zwei Gefährten als Stelen in der Mitte des Kreisels Döller Damm an der Umgehungsstraße in Visbek.

Die Missionierung des Lerigaus und der angrenzenden Gebiete durch den auch Apostel des Oldenburger Münsterlandes genannten Abt Gerbert Castus wirkt bis heute fort.
Nach Gerbert Castus sind in dessen Wirkungsbereich einige Straßen, Schulen und andere Einrichtungen benannt, darunter die Gerbertstraßen in Vechta und in Lingen (Ems), die Abt-Castus-Straße in Bakum sowie die Gerbertschule in Visbek und die Gerbert-Schule in Altenoythe. Im Jahr 1984 wurde vor der Pfarrkirche St. Vitus in Visbek eine Bronzeplastik des Osnabrücker Dombildhauers Willi Witte errichtet. Sie stellt den Abt Gerbert Castus, den Priester Folcard (einen Mitstreiter des Missionars und ersten Bischofs von Bremen Willehad) und einen Gefährten der beiden dar, den Grafen Emmig. Ebenso zieren Gerbert Castus und seine zwei Gefährten als Stelen die Mitte des Kreisverkehrs Döller Damm an der Umgehungsstraße in Visbek.
Im Jahr 2009 wurde in Visbek ein Kinder-Musical über Gerbert Castus aufgeführt.
Im Rathaus von Großenkneten werden seit 2011 mehrmals im Jahr „auf Wegen des Abtes Gerbert Castus“ geführte Pilgerwanderungen als „Zeitreise durch das Christliche Erbe“ organisiert. Besucht werden dabei die Missionszelle Visbek (St. Vitus), die ehemalige Kirche in Westerstedi (Westerburg), der Wallfahrtsort Bethen, die Marienkirche in Wardenburg und die einzige romanische Basilika im Oldenburger Land, die Alexanderkirche in Wildeshausen.